# تاريخ اضطراب ثنائي القطب
تم تسجيل التغيرات الدورية في المزاج ومستويات الطاقة لعدة آلاف السنين. الكلماتان المالنخوليا  -كلمة قديمة للاكتئاب- والهوس لهما أصولهما في اللغة اليونانية القديمة. كلمة المالنخوليا مشتقة من كلمة ميلاس وتعني أسود، وتشول مما يعني الصفراء أو غال، أصول هذا المصطلح تدل على النظريات الخلطية ما قبل الأبقراط. يعرف رجل باسم أريتايوس القبادوقي لديه السجلات الأولى لتحليل أعراض الاكتئاب والهوس في القرن الأول في اليونان. هناك وثائق تشرح كيفية استخدام أملاح الاستحمام لتهدئة المصابين بأعراض الهوس وكذلك مساعدة أولئك الذين يعانون من الاكتئاب. حتى اليوم، يستخدم الليثيوم كعلاج للاضطراب ثنائي القطب وهو أمر مهم لأن الليثيوم يمكن أن يكون مكونًا في أملاح الاستحمام اليونانية. بعد مرور قرون لم يتم اكتشاف أو دراسة الا عدد قليل من المعلومات حتى منتصف القرن التاسع عشر حين كتب الطبيب النفسي الفرنسي جان بيير فالريت مقالا يصف فيه «جنون دوروِي أو الاضْطِرابُ الهَوَسِيُّ الاكتِئابِيُّ المُتَناوِب» ويعتقد بأنه أول تشخيص مسجل للاضطراب ثنائي القطب. بعد سنوات، وفي أوائل القرن العشرين، حلل الطبيب النفسي الألماني إميل كريبلين تأثير علم الأحياء على الاضطرابات العقلية، ومنها الاضطراب ثنائي القطب، ولا تزال تستخدم دراساته كأساس لتصنيف الاضطرابات العقلية اليوم.

## العلاقة بين الهوس والمالنخوليا
ترجع فكرة العلاقة بين الهوس والمالنخوليا إلى ما يقارب القرن الثاني بعد الميلاد. وصف سورانوس من أفسس (8 9-177م) الهوس والمالنخوليا كأمراض مختلفة ذات مسببات منفصلة؛ ومع ذلك، اعترف بأن «العديد من الأشخاص يعتبرون المالنخوليا شكل من أشكال الهوس».
تُنسب أول الوصفات الكتابية للعلاقة بين الهوس والمالنخوليا إلى أريتايوس القبادوقي. كان أريتايوس فيلسوفا طبيًا انتقائيًا عاش في الإسكندرية في مكان ما بين 30 و150بعد الميلاد. ويعرف أن أريتايوس كان مؤلفاً لمعظم النصوص الموروثة تشير إلى مفهوم موحد لمرض الهوس الاكتئابي، ويرى كل من المالنخوليا والهوس أن لديهم أصول مشتركة في «سوداء».